# تيودور دي براي
تيودور دي براي (بالهولندية: Theodor de Bry) هو نقاش وصائغ ذهب ومحرر وناشر بلجيكي ولد في سنة 1528 في مدينة لييج في هولندا الإسبانية، إنتمى إلى البروتستانتية وبسبب نظام محاكم التفتيش الإسبانية هاجر إلى ألمانيا وإستقر في فرانكفورت، قام بنقش عدة رسوم لكتب معظمها عن المستكشفين، توفي في سنة 1598.

## روابط خارجية
- تيودور دي براي على موقع الموسوعة البريطانية (الإنجليزية)
- تيودور دي براي على موقع إن إن دي بي (الإنجليزية)